# Spermophilus ralli
Spermophilus ralli là một loài động vật có vú trong họ Sóc, bộ Gặm nhấm. Loài này được Kuznetsov mô tả năm 1948.